# Муриси
Муриси (порт. Murici)  —  муниципалитет в Бразилии, входит в штат Алагоас. Составная часть мезорегиона Восток штата Алагоас. Входит в экономико-статистический  микрорегион Мата-Алагоана. Население составляет 28 842 человека. Занимает площадь 425,8 км². Плотность населения — 51,3 чел./км².

## История
Город основан в 1872 году.

## География
Климат местности: тропический.